# 式守錦之助
式守 錦之助（しきもり きんのすけ）は、大相撲の行司に代々伝わる名跡である。

## 解説
明治初期に創設され、明治30年代まではいわゆる三太夫（式守与太夫・式守勘太夫・式守錦太夫）や式守與之吉とともに、伊勢ノ海部屋系統の部屋の行司のみが名乗っていた。初代錦之助はのちの9代式守伊之助の初名、2代目はのちの19代木村庄之助、4代目も16代伊之助を襲名した。7代目は30年の長期にわたり錦之助を名乗り、式守錦之助の名跡では唯一三役格行司に昇格（1990年1月）し1991年11月場所を最後に停年を迎えた。
現在は時津風一門・立浪一門所属の行司が名乗る事が多く、最近では式守錦之助は2001年1月場所、高島部屋（元は伊勢ヶ濱部屋）所属の式守国浩が十両格昇進とともに8代目を襲名。2009年1月場所より幕内格に昇格し12代式守与太夫を襲名した。本名：菊池浩。